# Cuzco
Cuzco este un oraș din Peru situat în sud-est, lângă Valea Urubamba în lanțul muntos al Anzilor. Este atât capitala regiunii Cuzco și a provincii Cuzco, precum și, conform Constituției Peruane, "capitala istorică" a țării. Orașul avea, la recensământul din 2014,o populație de 420.137 de locuitori, mai mult decât triplu față de acum 20 de ani. Potrivit Institutului Național de Statistică din Peru, orașul este al optulea ca număr de locuitori din țară.

## Etimologie
După sosirea conquistadorilor spanioli, numele din limba quechua (Qosqo) a fost tradus în spaniolă drept  
Cusco, apărând cu acest nume pe hărțile din secolele 17 și 18. Pe hărțile din secolul 19 și jumătatea secolului 20 (până în 1976), numele apare drept Cuzco. Astăzi în cartografia peruană(în spaniolă) numele s-a reîntors la transliterarea originală: Cusco cu S sau cu Z. În limba engleză ambele variante sunt acceptate. Enciclopedia Britannica îl scrie Cuzco.

## Istorie

### Cultura Killke
Killke au ocupat regiunea din 900 până în 1200 d.Hr, înaintea sosirii incașilor în 1200. Arheologii au descoperit pe 13 martie 2008 ruinele unui templu străvechi, cu drumuri și sistem de irigare la Sacsayhuaman, o faimoasă fortăreață lângă capitala incașilor Cuzco. Datarea cu carbon radioactiv a Sacsayhuaman-ului a arătat că cultura killke a construit fortăreața în anul 1100. În 2007, săpăturile au dezvăluit un alt templu la marginea fortăreței, indicându-i întrebuințarea religioasă cât și cea militară. 
Cuzco a fost capitala imperiului Incaș. Orașul era împărțit în două sectoare : urin și hanan, care erau și ele la rândul lor împărțite în alte două sectoare, Chinchasuyu (NW), Antisuyu (NE), Qontisuyu (SW), și Collasuyu (SE). Un drum ducea din fiecare sfert al orașului în partea corespunzătoare a imperiului. Fiecare lider local trebuia sa construiască o casă în oraș și să locuiască o parte din an în Cuzco, dar numai în partea care corespundea cu partea imperiului pe care o stăpânea.
După legenda incașă, orașul a fost construit de către Sapa Inca Pachacuti, omul care a transformat orașul-stat Cuzco în mărețul imperiu Tahuantinsuyu. Dovezile arheologice indică o creștere mai lentă a orașului încă dinainte ca Pachauti să ajungă la putere. A existat, însă, un plan al orașului, și două râuri au fost canalizate în jurul orașului.

## Destinații turistice
Orașul incaș original, despre care se spune că a fost înființat în secolul XI, a fost ruinat de Francisco Pizarro în 1535. Însă, mai există rămășițe, care să ateste existența incașilor pe aceste teritorii, cum ar fi Templul Soarelui. Printre cele mai notabile clădiri din oraș se numără Catedrala Santo Domingo.
În apropiere de oraș se află și presupusa locuință de iarnă a împăratului Pachautti, Machu Picchu, la care se poate ajunge fie pe o potecă incașă, fie cu trenul. Pe lângă aceasta se mai găsesc și fortărețele Ollantaytambo și Sacsayhuaman.
Alte ruine, mai puțin populare, sunt Inca Wasi, cel mai înalt dintre toate sit-urile incașe aflându-se la o altitudine de 3.980m, Vilcabamba capitala imperiului după cucerirea, de către conchistadori, a orașului Cuzco, grădina de sculpturi de la Chulquipalta (cunoscută și sub numele de Ñusta España, Yurak Rumi), cît și Huillca Raccay, Patallacta, Choquequirao, Moray și multe altele.
Zona înconjurătoare, localizată în valea Huatanay, este o zonă agricolă importantă, unde se cultivă porumb, orz, quinoa, ceai și cafea.
Stadinonul principal din Cuzco, Estadio Garcilaso de la Vega, a atras mulți turiști în timpul campionatului continental Sud-American de fotbal, Copa América 2004 găzduit de Peru.
Orașul este deservit de Aeroportul Internațional Alejandro Velasco Astete.

## Orașe înrudite
| - La Paz, Bolivia - Baguio, Filipine - Samarkand, Uzbekistan - Ciudad de México, Mexic - Kyoto, Japonia - Cracovia, Polonia - New Jersey, SUA - Chartres, Franța - Kesong, Coreea de Sud - Atena, Grecia | - Moscova, Rusia - Santa Barbara, SUA - Havana, Cuba - Bethleem, Palestina - Ierusalim, Israel - Copán, Honduras - Xi'an, China - Potosí, Bolivia - Cuenca, Ecuador - Rio de Janeiro , Brazilia |